# Euploea regularis
Euploea regularis är en fjärilsart som beskrevs av Corbet 1942. Euploea regularis ingår i släktet Euploea och familjen praktfjärilar. Inga underarter finns listade i Catalogue of Life.